# Доктор танцует
«Доктор танцует» — десятая серия первого сезона сериала «Доктор Кто». Премьера серии состоялась 28 мая 2005 года на канале BBC One.

## Сюжет
Доктор приказывает пустым детям отойти от них, и те его слушают. В больнице Доктор находит комнату, в которой был пустой ребёнок. Тем временем Нэнси находят хозяева дома. Она просит у хозяина кусачки и немного еды. В больнице Доктора, Розу и Джека вновь атакуют пустые дети. Но Джек успевает спастись, переместившись на свой корабль. Тем временем Нэнси проникает на территорию падения бомбы. Доктора и Розу тем временем телепортирует на корабль. Нэнси арестовывают солдаты и приковывают её наручниками к столу. Рядом сидит солдат, заражённый наногенами. Доктор, Роза и Джек тоже проникают на территорию падения бомбы. Доктор освобождает Нэнси. Доктор пытается открыть корабль Чула, но это приводит к тому, что армия пустых детей атакует Доктора. Нэнси признаётся, что она мать Джейми. Оказывается, во время бомбёжки на Джейми упал метеорит. Тут же приходит Джейми, и Нэнси говорит ему, что она его мама. Наногены принимают изменённый сигнал и возвращают всем привычный вид. Джек присоединяется к экипажу Тардис.